# Аникси
Аникси (грч. Άνοιξη) је насељено место у општини Дескати у периферији Западна Македонија, Грчка. Према попису из 2021. године било је 96 становника.
Према бугарском географу и историчару, Василу Канчову, у Аниксију је 1900. године живело 100 Грка. Током Балканских и Првог светског рата село је настрадало, тако је 1920. године у селу било само 11 житеља. После 1923. године насељено је 34 грчких избегличких породица, укупно 105 особа. На попису из 1928. године Аникси су имали 145 становника. Село се раније звало Греуса.